# Джерело № 1 (Новоселиця)
Джерело № 1 — гідрологічна пам'ятка природи місцевого значення в Україні. Розташована на території Ужгородського району Закарпатської області, неподалік від східної частини села Новоселиця, в урочищі «Полянка».
Площа 0,3 га. Статус отриманий у 1984 році. Перебуває у віданні: Новоселицька сільська рада.
Вода гідрокарбонатно-кальцієво-магнієва. Заг. мінералізація — 0,5 г/л. Столова вода.